# Karin Bertling
Karin Boel Bertling (født 25. maj 1937) er en svensk skuespillerinde. Hun har arbejdet indenfor dansk teater i omkring 30 år og har desuden medvirket i film som Brutal incasso (2005), Næste skridt (2007), Sølvtråd (2013) og Slangens gave (2019). Hun har også medvirket i tv-serier som Broen, Ægte mennesker og Mord uden grænser.
I en alder af næsten 79 år fik Karin Bertling hovedrollen i den internationale britisk producerede film Let Me Go (2017), der er instrueret af Polly Steele.

## Privatliv
Bertling var i årene 1956 til 1983 gift med den danske scenograf Poul Arnt Thomsen (1928–2008). Hun flyttede til Danmark som teenager, men vendte tilbage til Sverige i 1980'erne og bosatte sig i Mellbystrand, Laholms kommun.

## Udvalgt filmografi
- Kommissarie Winter (tv-serie, 2001)
- Den 5. kvinde (tv-serie, 2002)
- Hannah med H (2003)
- Skeppsholmen (tv-serie, 2003)
- Efter Jesper (2005)
- Brutal incasso (2005)
- Næste skridt (2007)
- Noget for noget (kortfilm, 2007)
- Craig (2007)
- Wallander (tv-serie, 2010)
- Nogle gange kommer vinteren om natten (kortfilm, 2011)
- Broen (tv-serie, 2013)
- Sølvtråd (2013)
- Ægte mennesker (tv-serie, 2013-2014)
- Fru Winthers sidste vilje (kortfilm, 2015)
- Mord uden grænser (tv-serie, 2015)
- Let Me Go (2017)
- Beck (tv-serie, 2018)
- Operation Ragnarök (2018)
- Slangens gave (2019)
- Clark (tv-serie, 2022)
- En helt normal familie (tv-serie, 2023)
- Veronika (tv-serie, 2024)